# Floccularia
Floccularia is een geslacht van schimmels in de orde Agaricales. De familie is nog niet eenduidig bepaald (Incertae sedis). De typesoort is Floccularia straminea, maar deze is later hernoemd naar Floccularia luteovirens.

## Soorten
Volgens Index Fungorum telt het geslacht vier soorten (peildatum maart 2022):
| Soortnaam                 | Auteur(s)                | Publicatiejaar |
| ------------------------- | ------------------------ | -------------- |
| Floccularia albolanaripes | (G.F. Atk.) Redhead      | 1987           |
| Floccularia fusca         | (Mitchel & A.H. Sm.) Bon | 1990           |
| Floccularia luteovirens   | (Alb. & Schwein.) Pouzar | 1957           |
| Floccularia pitkinensis   | (Mitchel & A.H. Sm.) Bon | 1990           |